# 544
544 foi um ano bissexto do século VI que teve início a uma sexta-feira e terminou a um sábado, segundo o Calendário Juliano. as suas letras dominicais foram C e B
| Ano completo                          |
| ------------------------------------- |
| Ano bissexto com início à sexta-feira |

## Eventos
- Houve uma uma grande peste no império bizantino(comandado por Justiniano) o que resultou em grande parte no abalo da economia

## Mortes
- Dionísio, o Exíguo, monge, matemático e astrónomo nascido na Cítia Menor e fundador da era cristã ou Anno Domini n. 470).